# Luigi Datome
Luigi „Gigi“ Datome (* 27. November 1987 in Montebelluna) ist ein ehemaliger italienischer Basketballspieler.

## Karriere
Datome spielte in seiner Jugend Basketball in Olbia, der Stadt, in der er aufgewachsen ist. Er zeigt schon früh sein Talent, als er seiner Jugendmannschaft zu Titeln verhalf und mit 15 Jahren bereits in der Serie B2 debütierte. Daraufhin zog er die Aufmerksamkeit vieler höherklassigen Vereine wie z. B. Benetton Treviso und Virtus Bologna auf sich. Er entschied sich jedoch für den damals noch eher unbekannten Verein Montepaschi Siena. In seinem ersten Jahr gewann er schon drei Titel (einen mit der Jugendmannschaft, einen mit dem Farmteam und einen mit der ersten Mannschaft, nämlich den des italienischen Meisters). In den zwei Spielzeiten danach wurde er jedoch in der Serie A sowie in der Euroleague nur spärlich eingesetzt. Deswegen entschied er sich während der Saison 2006/07 für einen Wechsel zum Zweitligisten Scafati Basket.
Im September 2008 unterschrieb er einen Vertrag über zwei Jahre bei Virtus Roma. Nach der Saison 2008/09 wurde er zum besten U22-Spieler der Liga gewählt.
Am 16. Juli 2013 unterschrieb Datome einen Zweijahresvertrag bei den Detroit Pistons in der National Basketball Association (NBA). Vor Ablauf dieses Vertrages wurde er im Februar 2015 zu den Boston Celtics transferiert. Nach 55 NBA-Spielen (3,4 Punkte/Spiel) verließ er die nordamerikanische Liga und wechselte im Juli 2015 zu Fenerbahçe Ülker. In den Jahren 2016, 2017 und 2018 erreichte er mit der türkischen Mannschaft jeweils das Endspiel der Euroleague und gewann dieses 2017. In seinen fünf Jahren bei Fenerbahçe wurde der Spielführer der italienischen Nationalmannschaft dreimal türkischer Meister und dreimal Pokalsieger. Ende Juni 2020 vermeldete Olimpia Mailand seine Verpflichtung. 2022 wurde Datome mit Mailand italienischer Meister und Pokalsieger. 2023 holte er mit der Mannschaft wieder den Meistertitel, Datome wurde als wertvollster Spieler der Finalserie ausgezeichnet. Im Juli 2023 gab er bekannt, seine Laufbahn im Anschluss an die Einsätze mit der italienischen Nationalmannschaft im Sommer 2023 zu beenden. Das letzte Spiel seiner Laufbahn (und sein 203. Länderspiel) bestritt er bei der Weltmeisterschaft 2023 in der Platzierungsrunde.
Ende November 2023 wurde er vom italienischen Basketballverband als Delegationsleiter sowie Verantwortlicher für internationale Beziehungen vorgestellt.